# Svend Wad
Svend Wad (Haderslev, 3 febbraio 1928 – 4 dicembre 2004) è stato un pugile danese.

## Palmarès

### Olimpiadi
- Bronzo a Londra 1948 nei pesi leggeri.